# Anspessade
L’anspessade est un grade de l'infanterie française aux XVIe et XVIIe siècles. 

## Description
C'est un grade de rang inférieur à celui de caporal et supérieur à celui de simple soldat. 
Il y avait habituellement de quatre à cinq anspessades dans une compagnie.

## Étymologie
Le terme vient de l'italien lancia spezzata qui signifie lance brisée. C'est un terme utilisé car, à l'origine, les anspessades étaient des cavaliers démobilisés et en quête d'une place dans l'infanterie ayant quelques distinctions.